# Telawah
Telawah is een bestuurslaag in het regentschap Grobogan van de provincie Midden-Java, Indonesië. Telawah telt 3055 inwoners (volkstelling 2010).